# Tanaecia singoradja
Tanaecia singoradja är en fjärilsart som beskrevs av Hans Fruhstorfer 1897. Tanaecia singoradja ingår i släktet Tanaecia och familjen praktfjärilar. Inga underarter finns listade i Catalogue of Life.